# Екватор
Екватор или полутар, раније и равник (средином 19. века), је замишљена кружница која опасује Земљу (или неки други астрономски објекат) на подједнакој удаљености од полова. Екватор дели Земљу на јужну и северну хемисферу. Географска ширина екватора је 0°. Дужина екватора је 40.075 km. Екватор пролази кроз 13 држава и то су:  Сао Томе и Принсипе,  Габон,  Конго,  ДР Конго,  Уганда,  Кенија,  Сомалија,  Малдиви,  Индонезија,  Кирибати,  Еквадор,  Колумбија,  Бразил. Иако Екваторијална Гвинеја носи име екватора у свом називу, екватор не пролази кроз копнени део ове државе, мада се континентални део државе налази 100 км северно од екватора, а острво Анобон 155 км јужно од екватора. Oко екватора влада екваторијална клима.
У просторној (3Д) геометрији, како се примењује у астрономији, екватор ротирајућег сфероида (као што је планета) је паралела (круг географске ширине) на којој је географска ширина дефинисана као 0°. То је замишљена линија на сфероиду, једнако удаљена од његових полова, која га дели на северну и јужну хемисферу. Другим речима, то је пресек сфероида са равни која је окомита на његову осу ротације и на средини између његових географских полова.
На и близу Екватора, подневна сунчева светлост се појављује скоро директно изнад главе (не више од око 23° од зенита) сваког дана, током целе године. Сходно томе, Екватор има прилично стабилну дневну температуру током целе године. У време равнодневице (отприлике 20. марта и 23. септембра) подсоларна тачка прелази Земљин екватор под плитким углом, сунчева светлост сија окомито на Земљину осу ротације, а све географске ширине имају скоро 12-часовни дан и 12-часовну ноћ.

## Етимологија
Име је изведено од средњовековне латинске речи aequator, у фрази circulus aequator diei et noctis, што значи 'круг који изједначава дан и ноћ', од латинске речи aequare 'учинити једнаким'.

## Екваторијална годишња доба и клима
Годишња доба су резултат нагиба Земљине осе од линије која је окомита на раван њене револуције око Сунца. Током године, северна и јужна хемисфера су наизменично окренуте према или од Сунца у зависности од положаја Земље у њеној орбити. Хемисфера окренута ка сунцу прима више сунчеве светлости и на њој је лето, док друга хемисфера прима мање сунца и налази се у зими (види солстициј).
У време равнодневице, Земљина оса је окомита на Сунце, а не нагнута према или удаљена, што значи да су дан и ноћ дуги око 12 сати на целој Земљи.
У близини екватора, то значи да је варијација у јачини сунчевог зрачења различита у односу на доба године на вишим географским ширинама: Максимална сунчева радијација се прима током равнодневице, када је место на екватору испод подсоларне тачке у високо подне, а међусезоне пролећа и јесени се дешавају на вишим географским ширинама, а минимум се јавља током оба солстиција, када је било који пол нагнут према или удаљен од сунца, што доводи до лета или зиме на обе хемисфере. Ово такође резултира одговарајућим померањем екватора од подсоларне тачке, која се затим налази изнад или близу релевантног тропског круга. Без обзира на то, температуре су високе током целе године због аксијалног нагиба Земље од 23,5° који није довољан за стварање ниске минималне подневне деклинације да би довољно ослабио сунчеве зраке чак и током солстиција. Високе температуре током целе године протежу се до око 25° северно или јужно од екватора, иако је умерена сезонска температурна разлика дефинисана супротним солстицијама (као што је то на вишим географским ширинама) близу граница овог опсега ка половима.
У близини екватора, постоји мала промена температуре током целе године, иако могу постојати драматичне разлике у количини падавина и влажности. Изрази лето, јесен, зима и пролеће се генерално не примењују. Низије око екватора углавном имају климу тропских кишних шума, такође познату као екваторијална клима, иако хладне океанске струје узрокују да неки региони имају тропску монсунску климу са сушном сезоном средином године, а сомалска струја коју генерише азијски монсун због континенталног грејања преко високе Тибетанске висоравни узрокује да шира Сомалија има сушну климу упркос њеном екваторијалном положају.
Просечне годишње температуре у екваторијалним низијама су око 31 °C (88 °F) током поподнева и 23 °C (73 °F) око изласка сунца. Падавине су веома велике далеко од зона уздизања хладних океанских струја, од 2.500—3.500 mm (100—140 in) годишње. Годишње има око 200 кишних дана, а просечан годишњи број сунчаних сати је око 2.000. Упркос високим температурама нивоа мора током целе године, неке веће надморске висине као што су Анди и планина Килиманџаро имају глечере. Највиша тачка на екватору је на надморској висини од 4.690 m (15.387 ft), на 0° 0′ 0″ N 77° 59′ 31″ W / 0.00000° С; 77.99194° З, налази се на јужним падинама Вулкана Кајамбе [врх 5.790 m (18.996 ft)] у Еквадору. Ово је нешто изнад снежне границе и једино је место на екватору где снег лежи на тлу. На екватору, снежна граница је око 1.000 m (3.300 ft) нижа него на Монт Евересту и чак 2.000 m (6.600 ft) нижа од највише снежне границе на свету, у близини Тропика Јарца на Љуљајаку.
| Клима Либрвила, Габон у Африци                                       | Клима Либрвила, Габон у Африци | Клима Либрвила, Габон у Африци | Клима Либрвила, Габон у Африци | Клима Либрвила, Габон у Африци | Клима Либрвила, Габон у Африци | Клима Либрвила, Габон у Африци | Клима Либрвила, Габон у Африци | Клима Либрвила, Габон у Африци | Клима Либрвила, Габон у Африци | Клима Либрвила, Габон у Африци | Клима Либрвила, Габон у Африци | Клима Либрвила, Габон у Африци | Клима Либрвила, Габон у Африци |
| Показатељ \ Месец                                                    | .Јан.                          | .Феб.                          | .Мар.                          | .Апр.                          | .Мај.                          | .Јун.                          | .Јул.                          | .Авг.                          | .Сеп.                          | .Окт.                          | .Нов.                          | .Дец.                          | .Год.                          |
| -------------------------------------------------------------------- | ------------------------------ | ------------------------------ | ------------------------------ | ------------------------------ | ------------------------------ | ------------------------------ | ------------------------------ | ------------------------------ | ------------------------------ | ------------------------------ | ------------------------------ | ------------------------------ | ------------------------------ |
| Максимум, °C (°F)                                                    | 29,5 (85,1)                    | 30,0 (86)                      | 30,2 (86,4)                    | 30,1 (86,2)                    | 29,4 (84,9)                    | 27,6 (81,7)                    | 26,4 (79,5)                    | 26,8 (80,2)                    | 27,5 (81,5)                    | 28,0 (82,4)                    | 28,4 (83,1)                    | 29,0 (84,2)                    | 28,58 (83,44)                  |
| Просек, °C (°F)                                                      | 26,8 (80,2)                    | 27,0 (80,6)                    | 27,1 (80,8)                    | 26,6 (79,9)                    | 26,7 (80,1)                    | 25,4 (77,7)                    | 24,3 (75,7)                    | 24,3 (75,7)                    | 25,4 (77,7)                    | 25,7 (78,3)                    | 25,9 (78,6)                    | 26,2 (79,2)                    | 25,95 (78,71)                  |
| Минимум, °C (°F)                                                     | 24,1 (75,4)                    | 24,0 (75,2)                    | 23,9 (75)                      | 23,1 (73,6)                    | 24,0 (75,2)                    | 23,2 (73,8)                    | 22,1 (71,8)                    | 21,8 (71,2)                    | 23,2 (73,8)                    | 23,4 (74,1)                    | 23,4 (74,1)                    | 23,4 (74,1)                    | 23,30 (73,94)                  |
| Количина кише, mm (in)                                               | 250,3 (9,854)                  | 243,1 (9,571)                  | 363,2 (14,299)                 | 339,0 (13,346)                 | 247,3 (9,736)                  | 54,1 (2,13)                    | 6,6 (0,26)                     | 13,7 (0,539)                   | 104,0 (4,094)                  | 427,2 (16,819)                 | 490,0 (19,291)                 | 303,2 (11,937)                 | 2.841,7 (111,876)              |
| Дани са кишом (≥ 0.1 mm)                                             | 17,9                           | 14,8                           | 19,5                           | 19,2                           | 16,0                           | 3,70                           | 1,70                           | 4,90                           | 14,5                           | 25,0                           | 22,6                           | 17,6                           | 177,4                          |
| Сунчани сати — месечни просек                                        | 176,7                          | 182,7                          | 176,7                          | 177,0                          | 158,1                          | 132,0                          | 117,8                          | 89,90                          | 96,00                          | 111,6                          | 135,0                          | 167,4                          | 1.720,9                        |
| Извор: World Meteorological Organization (UN), Hong Kong Observatory |                                |                                |                                |                                |                                |                                |                                |                                |                                |                                |                                |                                |                                |

| Клима Понтијанак, Индонезија у Азији          | Клима Понтијанак, Индонезија у Азији | Клима Понтијанак, Индонезија у Азији | Клима Понтијанак, Индонезија у Азији | Клима Понтијанак, Индонезија у Азији | Клима Понтијанак, Индонезија у Азији | Клима Понтијанак, Индонезија у Азији | Клима Понтијанак, Индонезија у Азији | Клима Понтијанак, Индонезија у Азији | Клима Понтијанак, Индонезија у Азији | Клима Понтијанак, Индонезија у Азији | Клима Понтијанак, Индонезија у Азији | Клима Понтијанак, Индонезија у Азији | Клима Понтијанак, Индонезија у Азији |
| Показатељ \ Месец                             | .Јан.                                | .Феб.                                | .Мар.                                | .Апр.                                | .Мај.                                | .Јун.                                | .Јул.                                | .Авг.                                | .Сеп.                                | .Окт.                                | .Нов.                                | .Дец.                                | .Год.                                |
| --------------------------------------------- | ------------------------------------ | ------------------------------------ | ------------------------------------ | ------------------------------------ | ------------------------------------ | ------------------------------------ | ------------------------------------ | ------------------------------------ | ------------------------------------ | ------------------------------------ | ------------------------------------ | ------------------------------------ | ------------------------------------ |
| Максимум, °C (°F)                             | 32,4 (90,3)                          | 32,7 (90,9)                          | 32,9 (91,2)                          | 33,2 (91,8)                          | 33,0 (91,4)                          | 33,2 (91,8)                          | 32,9 (91,2)                          | 33,4 (92,1)                          | 32,6 (90,7)                          | 32,6 (90,7)                          | 32,2 (90)                            | 32,0 (89,6)                          | 32,7 (90,9)                          |
| Просек, °C (°F)                               | 27,6 (81,7)                          | 27,7 (81,9)                          | 28,0 (82,4)                          | 28,2 (82,8)                          | 28,2 (82,8)                          | 28,2 (82,8)                          | 27,7 (81,9)                          | 27,9 (82,2)                          | 27,6 (81,7)                          | 27,7 (81,9)                          | 27,4 (81,3)                          | 27,2 (81)                            | 27,7 (81,9)                          |
| Минимум, °C (°F)                              | 22,7 (72,9)                          | 22,6 (72,7)                          | 23,0 (73,4)                          | 23,2 (73,8)                          | 23,4 (74,1)                          | 23,1 (73,6)                          | 22,5 (72,5)                          | 22,3 (72,1)                          | 22,6 (72,7)                          | 22,8 (73)                            | 22,6 (72,7)                          | 22,4 (72,3)                          | 22,7 (72,9)                          |
| Количина кише, mm (in)                        | 260 (10,24)                          | 215 (8,46)                           | 254 (10)                             | 292 (11,5)                           | 256 (10,08)                          | 212 (8,35)                           | 201 (7,91)                           | 180 (7,09)                           | 295 (11,61)                          | 329 (12,95)                          | 400 (15,75)                          | 302 (11,89)                          | 3,196 (125,83)                       |
| Дани са кишом (≥ 0.1 mm)                      | 15                                   | 13                                   | 21                                   | 22                                   | 20                                   | 18                                   | 16                                   | 25                                   | 14                                   | 27                                   | 25                                   | 22                                   | 238                                  |
| Извор: World Meteorological Organization (UN) |                                      |                                      |                                      |                                      |                                      |                                      |                                      |                                      |                                      |                                      |                                      |                                      |                                      |

| Клима Макапа, Бразил у Јужној Америци                                | Клима Макапа, Бразил у Јужној Америци | Клима Макапа, Бразил у Јужној Америци | Клима Макапа, Бразил у Јужној Америци | Клима Макапа, Бразил у Јужној Америци | Клима Макапа, Бразил у Јужној Америци | Клима Макапа, Бразил у Јужној Америци | Клима Макапа, Бразил у Јужној Америци | Клима Макапа, Бразил у Јужној Америци | Клима Макапа, Бразил у Јужној Америци | Клима Макапа, Бразил у Јужној Америци | Клима Макапа, Бразил у Јужној Америци | Клима Макапа, Бразил у Јужној Америци | Клима Макапа, Бразил у Јужној Америци |
| Показатељ \ Месец                                                    | .Јан.                                 | .Феб.                                 | .Мар.                                 | .Апр.                                 | .Мај.                                 | .Јун.                                 | .Јул.                                 | .Авг.                                 | .Сеп.                                 | .Окт.                                 | .Нов.                                 | .Дец.                                 | .Год.                                 |
| -------------------------------------------------------------------- | ------------------------------------- | ------------------------------------- | ------------------------------------- | ------------------------------------- | ------------------------------------- | ------------------------------------- | ------------------------------------- | ------------------------------------- | ------------------------------------- | ------------------------------------- | ------------------------------------- | ------------------------------------- | ------------------------------------- |
| Максимум, °C (°F)                                                    | 29,7 (85,5)                           | 29,2 (84,6)                           | 29,3 (84,7)                           | 29,5 (85,1)                           | 30,0 (86)                             | 30,3 (86,5)                           | 30,6 (87,1)                           | 31,5 (88,7)                           | 32,1 (89,8)                           | 32,6 (90,7)                           | 32,3 (90,1)                           | 31,4 (88,5)                           | 30,71 (87,28)                         |
| Просек, °C (°F)                                                      | 26,5 (79,7)                           | 26,2 (79,2)                           | 26,3 (79,3)                           | 26,4 (79,5)                           | 26,8 (80,2)                           | 26,8 (80,2)                           | 26,8 (80,2)                           | 27,4 (81,3)                           | 27,8 (82)                             | 28,1 (82,6)                           | 27,9 (82,2)                           | 27,4 (81,3)                           | 27,03 (80,65)                         |
| Минимум, °C (°F)                                                     | 23,0 (73,4)                           | 23,1 (73,6)                           | 23,2 (73,8)                           | 23,5 (74,3)                           | 23,5 (74,3)                           | 23,2 (73,8)                           | 22,9 (73,2)                           | 23,3 (73,9)                           | 23,4 (74,1)                           | 23,5 (74,3)                           | 23,5 (74,3)                           | 23,4 (74,1)                           | 23,29 (73,92)                         |
| Количина кише, mm (in)                                               | 299,6 (11,795)                        | 347,0 (13,661)                        | 407,2 (16,031)                        | 384,3 (15,13)                         | 351,5 (13,839)                        | 220,1 (8,665)                         | 184,8 (7,276)                         | 98,0 (3,858)                          | 42,6 (1,677)                          | 35,5 (1,398)                          | 58,4 (2,299)                          | 142,5 (5,61)                          | 2.571,5 (101,239)                     |
| Дани са кишом (≥ 0.1 mm)                                             | 23                                    | 22                                    | 24                                    | 24                                    | 25                                    | 22                                    | 19                                    | 13                                    | 6                                     | 5                                     | 6                                     | 14                                    | 203                                   |
| Сунчани сати — месечни просек                                        | 148,8                                 | 113,1                                 | 108,5                                 | 114,0                                 | 151,9                                 | 189,0                                 | 226,3                                 | 272,8                                 | 273,0                                 | 282,1                                 | 252,0                                 | 204,6                                 | 2.336,1                               |
| Извор: World Meteorological Organization (UN), Hong Kong Observatory |                                       |                                       |                                       |                                       |                                       |                                       |                                       |                                       |                                       |                                       |                                       |                                       |                                       |